# 2009 서울
《2009 서울》은 1989년 4월 23일에 MBC TV에서 방영되었던 베스트셀러극장이다.

## 줄거리
20년 후 사회상 그린 드라마
브라질로 이민을 떠나 아마존 오지에서 생활하던 주인공은 20년 만에 고국을 찾아온다.
인스턴트 식품이 범람하고 남성권익 보호단체가 생길 정도로 여성우위사회가 된 조국에 당혹감을 느끼는데...

## 출연
- 홍성민
- 김상순
- 임종국
- 천호진
- 권재희
- 김석옥
- 심양홍
- 조형기
- 정선일
- 김두삼
- 김홍석
- 조정순
- 차윤희
- 이숙
- 이미진
- 장보규
- 순동운
- 박익기